# Manchones
Manchones là một đô thị ở tỉnh Zaragoza, Aragon, Tây Ban Nha. Theo điều tra dân số 2004 của Viện thống kê Tây Ban Nha (INE), đô thị này có dân số là 148 người. Diện tích đô thị này là 27 ki-lô-mét vuông.Đô thị này nằm ở độ cao 756 m trên mực nước biển, cách thủ phủ Zaragoza 92 km.